# Торстен Кох
Торстен Кох (нім. Torsten Koch; 29 вересня 1960, Грайфсвальд) — німецький боксер, призер чемпіонату Європи серед аматорів.

## Спортивна кар'єра
Торстен Кох малою дитиною переїхав з сім'єю з Грайфсвальда в Берлін, де і розпочав займатися боксом.
1979 року він зайняв друге місце в чемпіонаті НДР в легкій вазі. 1980 року був третім, а 1981 та 1982 — знов другим. Нарешті, 1985 та 1986 року став чемпіоном НДР.
На чемпіонаті Європи 1985 зайняв друге місце. Здобувши перемоги над Рашидом Лавалом (Данія), Стаматіосом Колетрасом (Греція) та Нурланом Абдикаликовим (СРСР) — 5-0, у фіналі програв Емілу Чупренські (Болгарія) — 1-4.
В листопаді 1985 року став переможцем на Кубку світу, вигравши у фіналі у Енгельса Педроса (Венесуела) — 4-1.
На чемпіонаті світу 1986 в другому бою знов програв Емілу Чупренські — 2-3.
На чемпіонаті Європи 1987 програв в першому бою Мішелю Кальдарелла (Італія). Того ж року завершив боксерську кар'єру.